# サンヘドリン
サンヘドリン（ヘブライ語: סַנְהֶדְרִין sanhedrîn, ギリシア語: Συνέδριον）はローマ帝国支配下のユダヤにおける最高裁判権を持った宗教的・政治的自治組織。71人の長老たちから構成され、一人が議長、一人が副議長、69人が議員であった。メンバーは祭司たち、法学者、ファリサイ派などからなっていた。最高法院、最高議会、長老会とも訳される。

## 概説
伝承ではサンヘドリンの源流はモーセ時代までさかのぼるという。だが、サンヘドリンというギリシャ語名が、その起源がヘレニズム時代にあることを示唆している。ラビ伝承によるとサンヘドリンのメンバーに加わるための条件はモーゼに由来するセミカの口伝を受けていることであったという。
サンヘドリンは「最高法院」「長老会」などの訳で新約聖書に登場する。福音書では、イエス逮捕はこの最高法院による陰謀であり、最高法院のメンバーがイスカリオテのユダを買収しイエスを捕縛したが、イエスになんら罪を見出せなかったため、偽りの証人をたてて、神への冒涜の咎で死刑を宣告し、ローマ総督ポンティウス・ピラトゥスに引き渡したという。これは当時のサンヘドリンには死刑をおこなう権限が与えられていなかったからである。サンヘドリンはもともと死刑を含むあらゆる刑を執行する権利を持っていたが、紀元30年ごろ、ローマの指示によって死刑の執行を禁止されていた。
「使徒行伝」によれば使徒ペトロ、ヨハネ、ステファノ、パウロといった人々はいずれもキリストの教えを広めた罪でサンヘドリンに引き出されている。
本来のサンヘドリンは神殿崩壊とともに消滅したが、やがてファリサイ派の指導者たちによって新しいサンヘドリンが作られ、はじめヤブネ（ヤムニア）に置かれ、バル・コクバの乱以降、ガリラヤのティベリアスに移転している。